# دوبال‌میوه برگ‌کلفت
دوبال‌میوه برگ‌کلفت (نام علمی: Dipterocarpus pachyphyllus) نام یک گونه از سرده دوبال‌میوه‌ها است.